# Lions de Londres (féminines)
Maillots
Les Lions de Londres (anglais : London Lions) sont un club britannique de basket-ball féminin basé à Barking, un borough de Londres, et évoluant en championnat du Royaume-Uni.

## Palmarès

### National
- Champions du Royaume-Uni : 2021–2022, 2022–2023, 2023–2024
- Vainqueurs des playoffs du Royaume-Uni : 2020–2021, 2021–2022, 2022–2023, 2023–2024
- Vainqueurs du trophée du Royaume-Uni : 2020–2021, 2021–2022, 2022–2023, 2023–2024
- Vainqueurs de la coupe du Royaume-Uni : 2021–2022, 2022–2023

### International
- Eurocoupe féminine de basket-ball : 2023-2024

## Joueuses célèbres ou marquantes
- Johannah Leedham